# 34 Pegasi
34 Pegasi, som är stjärnans Flamsteed-beteckning, är en trippelstjärna belägen i den södra delen av stjärnbilden Pegasus. Den har en skenbar magnitud på ca 5,76 och är svagt synlig för blotta ögat där ljusföroreningar ej förekommer. Baserat på parallax enligt Gaia Data Release 2 på ca 24,9 mas, beräknas den befinna sig på ett avstånd på ca 131 ljusår (ca 40 parsek) från solen. Den rör sig närmare solen med en heliocentrisk radialhastighet av ca –13,5 km/s. Stjärnan har katalogiserats som medlem i stjärnhopen Hyaderna, även om dess medlemsstatus fortfarande är ifrågasatt.

## Egenskaper
Primärstjärnan 34 Pegasi Aa är en gul till vit stjärna i huvudserien av spektralklass F7 V eller F8 IV-V. Den har en massa som är ca 1,3 solmassor, en radie som är ca 2,3 solradier och utsänder ca 6,7 gånger mera energi än solen från dess fotosfär vid en effektiv temperatur på ca 6 200 K.
Den innersta delen av trippelstjärnan är en enkelsidig spektroskopisk dubbelstjärna med en omloppsperiod av 2,55 år och en excentricitet på 0,44. En tredje stjärna har en svagt definierad omloppsbana med en period av ca 420 år runt huvudparet. Följeslagaren, 34 Pegasi Ab, till primärstjärnan är troligen en röd dvärgstjärna med en massa av ca 29 procent av solens massa. Följeslagaren 34 Pegasi B har 53 procent av solens massa och en spektralklass kring K4. År 2015 låg den med en vinkelseparation av 3,90 ± 0,02 bågsekunder vid en positionsvinkel på 226,2 ± 0,8° från det inre paret.